# Шутен (остров, Тасмания)
Шутен или Схаутен (англ. Schouten Island, на старых картах также использовалось название Schouten's Isle) — остров у восточного побережья острова Тасмания (Австралия), входит в состав штата Тасмания. Площадь острова — 28 км² (по другим данным — 34 км²).

## География и геология

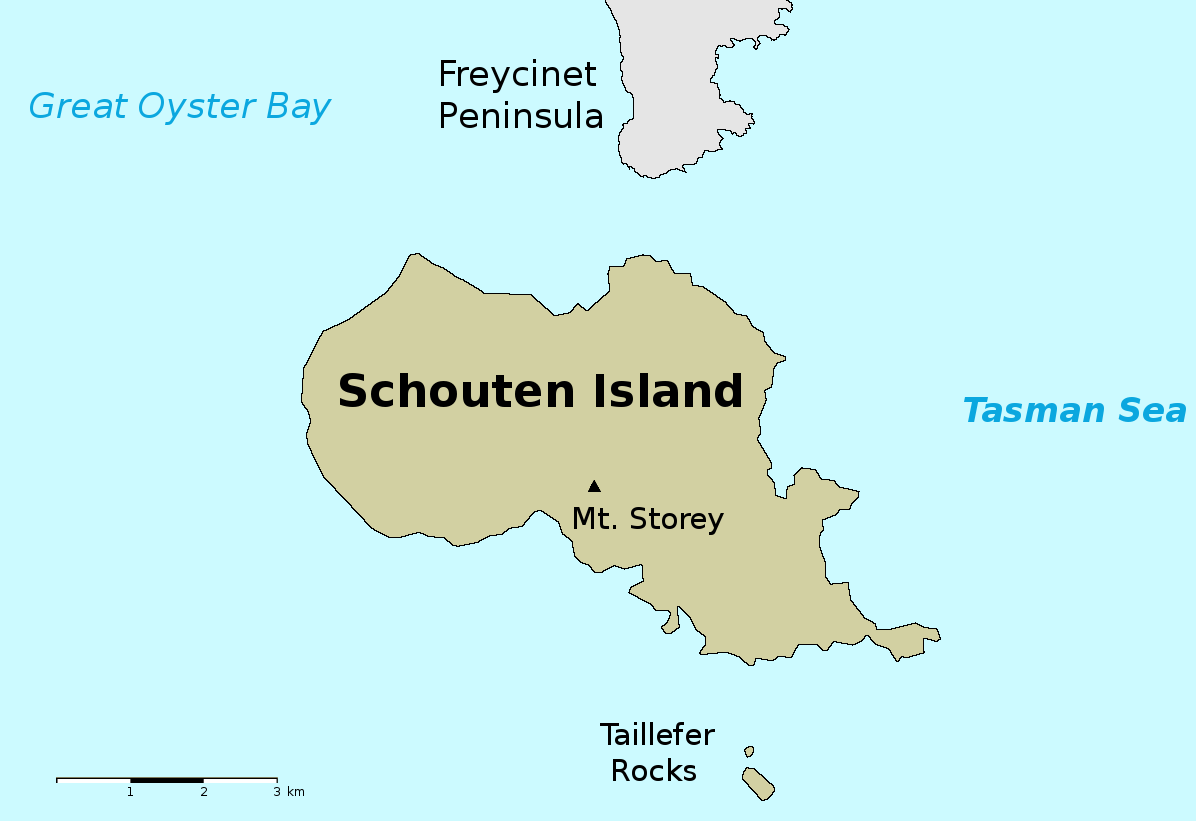
Карта острова Шутен

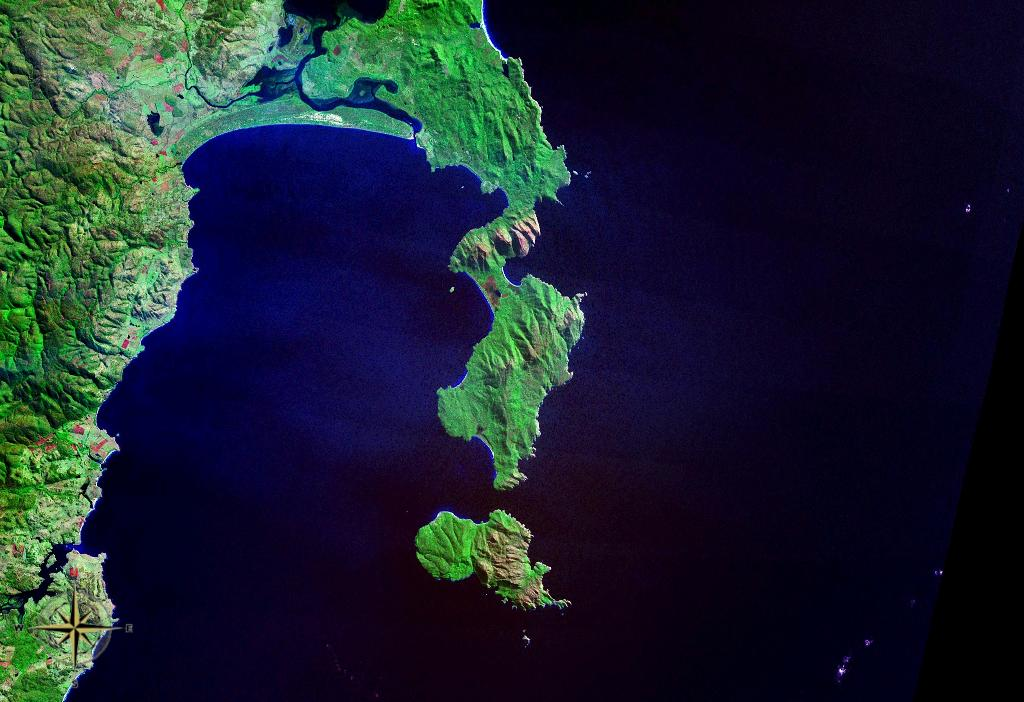
Вид из космоса на полуостров Фрейсине, остров Шутен и залив Грейт-Ойстер-Бей (цвета изменены)

Остров Шутен находится к югу от полуострова Фрейсине (Freycinet Peninsula), вместе с которым он составляет Национальный парк Фрейсине (Freycinet National Park). Остров Шутен отделён от полуострова Фрейсине проливом шириной 1,6 км (Schouten Passage).
С востока остров Шутен омывается водами Тасманова моря, а на западе и северо-западе находится залив Грейт-Ойстер-Бей (Great Oyster Bay).
Высшей точкой острова Шутен является гора Стори (Mount Story), высотой 420 м. Немного восточнее её находится вторая по высоте гора острова — Дедалус (Mount Daedalus), высотой 400 м.
Проходящий с севера на юг геологический разлом разделяет остров на восточную часть, сложенную из гранита, и западную часть, сложенную из долерита, лежащего на осадочных горных породах.
Иногда используется название «группа островов Шутен» (Schouten Island Group), к которой, помимо острова Шутен, причисляют острова Наггетс (The Nuggets), Даймонд (Diamond Island), Гавернер (Governor Island), Пикник (Picnic Island), Тайлефер-Рокс (Taillefer Rocks), Иль-де-Фок (Ile des Phoques), Рефьюдж (Refuge Island) и Литл-Кристмас (Little Christmas Island).

## История
В 1642 году вдоль восточного побережья Земли Ван-Димена (так тогда называлась Тасмания) проплывал голландский мореплаватель Абель Тасман. Он назвал остров именем Йоста Схаутена (Joost Schouten), одного из руководителей Голландской Ост-Индской компании.
Остров Шутен и полуостров Фрейсине были более подробно исследованы в 1802—1803 годах экспедицией французского мореплавателя Николя-Тома Бодена (Nicholas Baudin), который, в частности, дал названия нескольким мысам острова.
В 1809 году на остров пришлось высадиться охотнику на тюленей Джозефу Стейси (Joseph Stacey), который обнаружил, что на острове имеется уголь. Коммерческая разработка залежей угля на острове началась только в 1840-х годах братьями Гарленд (Garland) — правда, она оказалась экономически невыгодной и вскоре прекратилась.
В 1848 году за разработку угольного месторождения взялась Australasian Smelting Company, которая использовала труд более 60 заключённых, под руководством менеджера Эдварда Крокетта (Edward Crockett). К 1850 году производилось 120—130 тонн угля в неделю. После этого Крокетт руководил добычей угля в течение нескольких лет. В 1880-х годах предпринимателем Диего Бернакки (Diego Bernacchi) была предпринята попытка восстановить добычу угля, но без особого успеха. В те же 1880-е годы китайские шахтёры занимались добычей олова на острове.